# シルヴィア・ロビンソン
シルヴィア・ロビンソン（Sylvia Robinson、1936年3月6日 - 2011年9月29日）は、アメリカ合衆国のソウル歌手、ソング・ライター、プロデューサー、レコード・レーベル経営者。

## 来歴
1950年代にリトル・シルヴィアとしてデビュー。50年代にミッキー&シルヴィアとして、「ラブ・イズ・ストレンジ」をヒットさせた。67年に夫のジョー・ロビンソンとともに、オール・プラチナム・レーベルを創設。70年にはモーメンツの「ラブ・オン・ア・トゥー・ウェイ・ストリート」をヒットさせる。73年にはシルヴィア名義で「ピロー・トーク」をリリースし、ビルボードのポップ・チャートで3位まで上昇する大ヒットとなった。同曲は日本でも小ヒットした。「ピロー・トーク」は後にファーン・キニーらがカバーしている。80年代にはシュガーヒル・レコードを運営。ラップの草分けとなるシュガーヒル・ギャングや、グランドマスター・フラッシュらの作品を発表した。

## ディスコグラフィ

### Little Sylvia
- 1952: "Drive Daddy Drive/I Found Somebody To Love" (Jubilee 5093)
- 1952: "A Million Tears/Don't Blame My Heart" (Jubilee 5100)
- 1953: "Blue Heaven/The Ring" (Jubilee 5113)

### Mickey & Sylvia
- 1957: Mickey & Sylvia
- 1957: New Sounds
- 1957: Love is Strange
- 1973: Do It Again

### Sylvia Robbins
- 1960: "Come Home/Frankie & Johnny" (Jubilee 5386)

### Sylvia
- 1973: "Pillow Talk"・ピロー・トーク